# Гаврилов, Кузьма Антонович
Кузьма Антонович Гаврилов (5 сентября 1922, Зыбково, Кременчугская губерния — 11 сентября 1997, Нижний Новгород) — красноармеец Рабоче-крестьянской Красной армии, участник Великой Отечественной войны, Герой Советского Союза (1944).

## Биография
Родился 5 сентября 1922 года в селе Зыбково (ныне — Онуфриевский район Кировоградской области Украины) в рабочей семье. Окончил семь классов школы, работал токарем на машиностроительном заводе.
В 1941 году был призван на службу в Рабоче-крестьянскую Красную армию. С августа того же года — на фронтах Великой Отечественной войны. К сентябрю 1943 года был телефонистом 703-й отдельной роты связи 38-й стрелковой дивизии 40-й армии Воронежского фронта. Отличился во время битвы за Днепр.
В ночь с 23 на 24 сентября 1943 года, несмотря на массированный вражеский огонь, переправился через Днепр в районе села Григоровка Каневского района Черкасской области Украинской ССР и проложил кабельную линию связи. В течение шести дней поддерживал связь между находившимся на плацдарме на западном берегу реки штабом полка и штабом дивизии. Неоднократно ему приходилось чинить перебитый кабель.
Указом Президиума Верховного Совета СССР «О присвоении звания Героя Советского Союза генералам, офицерскому, сержантскому и рядовому составу Красной Армии» от 10 января 1944 года за «образцовое выполнение боевых заданий командования на фронте борьбы с немецко-фашистскими захватчиками и проявленные при этом отвагу и геройство» был удостоен высокого звания Героя Советского Союза с вручением ордена Ленина и медали «Золотая Звезда» за номером 3579.
После окончания войны был демобилизован. Проживал в Тбилиси, работал в типографии цветной печати. С 1995 года проживал в Нижнем Новгороде.
Скончался 11 сентября 1997 года, похоронен в Нижнем Новгороде на городском кладбище Вязовка.
Был также награждён орденом Отечественной войны 1-й степени и рядом медалей.